# 982
982 (CMLXXXII) fue un año común comenzado en domingo del calendario juliano, en vigor en aquella fecha.

## Acontecimientos
- 14 de julio: los kalbíes de Sicilia derrotan a Otón II en la batalla de Stilo.
- 15 de octubre: proclamación en Galicia de Bermudo II de León, hijo de Ordoño III de León, como rey. Coronado en Santiago de Compostela. En 984 ocupa el trono de León.
- Los vikingos comienzan la exploración de Groenlandia.

## Nacimientos
- 25 de diciembre: Atisha, santo budista bengalí.

## Fallecimientos
- 14 de julio: Enrique I, obispo de Augsburgo.